# Monster (сайт)
Monster.com — крупнейший сайт в мире по поиску работы и персонала, основан в 1994 году.
Сегодня Monster является крупнейшей базой вакансий и местом для поиска работы. На сайте расположено более одного миллиона предложений от работодателей и более чем 150 миллионов резюме в базе данных (2008 год). Каждый месяц сайты Monster посещает более 90 миллионов человек в поиске работы. Штаб-квартира компании находится в Нью-Йорке. Monster работает более, чем в 60 странах (исключая Россию), в ней трудится около 5000 сотрудников.
Листинг на бирже NASDAQ: MNST